# Bruno Tavernese
Brunello Tavernese (Milano, 1947) è un compositore e cantante italiano.

## Biografia
La carriera artistica professionale di Bruno Tavernese inizia nel 1973, quando entra a far parte della Numero Uno, casa discografica e editoriale di Mogol e Lucio Battisti. Con Mogol scrive subito due brani per Adriano Pappalardo: California no e Con il martello. L'album che ne segue, intitolato appunto California no, è prodotto da Claudio Fabi (produttore anche della PFM), e comprende al suo interno altri quattro brani scritti da Tavernese con Alberto Salerno: Quadro lontano, Tu lo puoi, Da solo e Libertà e schiavitù. Sempre nel 1973 scrive il brano Stereotipati noi con la giovanissima Gianna Nannini, all'epoca cantante del gruppo Flora Fauna e Cemento.
Nel 1974 Tavernese scrive per i Nomadi Tutto a posto, brano che resterà al primo posto in classifica per diverse settimane, vendendo oltre un milione di copie. La collaborazione con la band emiliana prosegue quindi con Fatti miei, Ritornerei, Vorrei che fosse e Quasi quasi.
Nel 1975 passa come compositore alla Ricordi, segue Mara Maionchi, che, lasciato il ruolo di promoter alla Numero Uno, è divenuta direttrice editoriale. Qui conosce Luigi Albertelli, con il quale stringe un rapporto di lavoro che durerà molti anni, e con molte soddisfazioni. Comincia quindi a pubblicare titoli a proprio nome: per la Dischi Ricordi incide i singoli Magica Maria (1975) e Le calze velate (1976), per la Carosello, Questa febbre di te (1976) e Morirei (1977), sempre avvalendosi di Albertelli per la scrittura dei testi.
Durante questi anni Tavernese continua a scrivere brani per diversi altri artisti, come Mia Martini, Anna Melato, Drupi, Laura Luca, e ancora Adriano Pappalardo. Nel 1978, rientrato alla Numero Uno, registra il suo primo album Marea, contenente dieci brani arrangiati insieme al giovanissimo Celso Valli.
Partecipa nel 1978 al programma televisivo Chewing-gum condotto da Claudio Cecchetto, dove presenta il brano Marea. L'album viene molto apprezzato dalla critica, e il singolo eponimo si piazza tra i primi posti nella classifica di Radio Monte Carlo. In quel periodo Tavernese è attivo anche come produttore, per lavori di Pappalardo, di Laura Luca, e di Michele Pecora, Strike, ed altri. Sul finire degli anni '70 decide tuttavia di interrompere la carriera di cantante.
Tra i molti brani che Tavernese ha scritto per Adriano Pappalardo, oltre i successi Mi basta così, Voglio lei e Non mi lasciare mai, va ricordato senz'altro Ricominciamo (sempre su testo di Luigi Albertelli). La canzone, uscita nel 1979, rimane la più famosa nella produzione di Pappalardo, mantenendo il primo posto in classifica per otto settimane, e superando nelle vendite il milione di copie; inoltre Ricominciamo risulta vincitore morale nell'edizione di quell'anno del Festivalbar, e conquista il successo anche in Spagna (con il titolo Recomencemos) e nell'America Latina. Da segnalare anche la reinterpretazione che ne ha fatto, anni dopo, Mina, contenuta nel suo album Cremona (1996).
Un altro buon successo di vendite (oltre 300 000 copie) Tavernese lo ottiene con Era lei, scritto per Michele Pecora, sempre nel 1979.
Nel 1981 firma Aria di casa per Sammy Barbot, sigla di chiusura del programma televisivo Rai Happy Circus. Il brano, anch'esso molto fortunato, viene poi pubblicato in Germania, interpretato da Katja Ebstein, con il titolo Leben.
Nel 1983 Bruno Tavernese passa alla CBS, dove scrive e produce ancora per Laura Luca e per Michele Pecora. La prima partecipa, con la canzone Mare (1983), a Un disco per l'estate, classificandosi al terzo posto. Pecora sarà invece al Festivalbar 1985 con Me ne andrò. Nel 1987 Tavernese lascia la CBS e fonda una propria casa discografica, la Alta Marea, che nel corso di un ventennio verrà distribuita dalla Polygram, dalla Carisch, dalla Warner Music, quindi dalla Edel Italia.
Altri autori di fama con cui Tavernese ha scritto sono stati Oscar Avogadro e Maurizio Piccoli. Tra i direttori di orchestra che con Tavernese hanno collaborato vanno ricordati Celso Valli (Ricominciamo), Vince Tempera (Tutto a posto), Pinuccio Pirazzoli (Aria di casa), Maurizio Bassi (Mare), Gian Piero Reverberi (Non mi lasciare mai), Alberto Nicorelli (Era lei). 
Tra gli interpreti, si ricordano ancora Iva Zanicchi, Andrea Mingardi, Anna Oxa, Bruno D'Andrea.

## Discografia

### Album
- 1978 – Marea (Numero Uno ZPLN 34044)

### Singoli
- 1975 – Magica Maria/Un mondo a metà (Dischi Ricordi SRL 10.771)
- 1976 – Le calze velate/E c'è sempre da imparare (Dischi Ricordi SRL 10.807)
- 1976 – Quale febbre di te/E tu vivrai (Carosello CI 20433)
- 1977 – Morirei/La tua immagine (Carosello CI 20456)
- 1978 – Marea/Lou (Numero Uno ZBN 7100)
- 1979 – E mi rimani/Un amore mancato (Numero Uno ZBN 7157)